# Crocidolomia
Crocidolomia là một chi bướm đêm thuộc họ Crambidae.

## Species
- Crocidolomia luteolalis Hampson, 1893
- Crocidolomia pavonana (Fabricius, 1794)
- Crocidolomia subhirsutalis Schaus, 1927
- Crocidolomia suffusalis Hampson, 1891